# عصمت شنواری
عصمت شنواری (زادهٔ ۹ اکتبر ۱۹۹۳) بازیکن فوتبال پست هافبک اهل افغانستان است.
از باشگاه‌هایی که در آن بازی کرده‌است می‌توان به باشگاه فوتبال اوترخت و باشگاه فوتبال ان‌ئی‌سی نایمخن اشاره کرد.
وی همچنین در تیم‌های ملی فوتبال زیر ۱۷ سال هلند، و افغانستان بازی کرده‌است.